# Voljsk
Voljsk é uma cidade da Rússia, o centro administrativo de um raion de Mari El. A cidade é localizada na margem esquerda do rio Volga, tem ligação ferroviária com Zelenodolsk.  

## Esporte
A cidade de Voljsk é sede do Estádio Municipal e do FC Diana Voljsk, que jogou no Campeonato Russo de Futebol